# Codonopsis pianmaensis
Codonopsis pianmaensis är en klockväxtart som beskrevs av S.H.Huang. Codonopsis pianmaensis ingår i släktet Codonopsis, och familjen klockväxter. Inga underarter finns listade i Catalogue of Life.